# Anton Karlsson (friidrottare)
Anton "Vittinge-Karlsson" Karlsson, född 6 juni 1904, död 22 juli 1961 i Västerås, var en svensk diskuskastare. Han bytte 1938 namn till Vittinger.
Han tävlade fram till 1927 för klubben Vittinge IK och sedan för IF Thor, Uppsala.

## Främsta meriter
Karlsson hade det svenska rekordet i diskus 1931-32 samt 1934.
Han var svensk mästare i diskus 1928 och 1930.

## Karriär
1928 vann Anton Karlsson svenska mästerskapet i diskus (med 43,66), något han upprepade 1930, den här gången med 45,16.
Den 19 juli 1931 slog Karlsson Harald Anderssons svenska rekord i diskus från 1930 (46,04)  med ett kast på 46,39. Han förbättrade rekordet den 6 september till 46,46. 1932 förlorade han det åter till Harald Andersson.
Den 12 augusti 1934 återtog Anton Karlsson kort diskusrekordet från Harald Andersson (förbättrade det från 49,80 till 49,82 vilket förblev hans personliga rekord), men förlorade det ånyo (samma dag) till den gamle rekordhållaren.